# 片山寛
片山 寛（かたやま ひろし、1951年 - ）は、日本の神学者。西南学院大学教授。福間キリスト教会協力牧師。

## 略歴
高知県生まれ。
岡山大学医学部中退、1981年西南学院大学神学部・神学専攻科卒、九州大学大学院博士課程中退、九州大学文学部助手、ミュンヘン大学神学部留学。1993年「存在と人格 トマス・アクィナスにおける三位一体論の研究」で九州大学文学博士。
1992年西南女学院短期大学助教授、2000年教授、2003年西南学院大学神学部教授。キリスト教史、教理史、説教学などを担当、専攻は西欧中世哲学。

## 著書
- 『トマス・アクィナスの三位一体論研究』（創文社） 1995年
- 『風は思いのままに 若者にマラナ・タと祈る説教集』（中川書店） 2006年

## 翻訳
- 『山上の説教』（アルベルト・シュヴァイツァー、青野太潮共訳、教文館、聖書の研究シリーズ） 1989年
- 『神学大全』第23冊（トマス・アクィナス、稲垣良典共訳、創文社） 2001年
- 『カール・バルト説教選集 16』（雨宮栄一, 大崎節郎, 小川圭治監修、松見俊, 寺園喜基, 平林孝裕, 牧村元太郎, 斉藤優子, 浜辺達男共訳、日本キリスト教団出版局） 2005年
- 『キリスト教思想の形成者たち パウロからカール・バルトまで』（ハンス・キュンク、新教出版社） 2014年

## 注
1. ↑  『風は思いのままに』著者紹介